# Pietra runica di Norsta
La Pietra runica di Norsta è una pietra runica risalente all'XI secolo incisa con alfabeto runico e in norreno, si trova nelle vicinanze del castello di Wik, poco distante da Uppsala, Svezia. Questo monolite è interessante perché cita due persone di nome "Maiden" e "Sweyn". La parola møy che si può leggere sulla pietra è un accusativo, in norreno, di māR che vuol dire nubile, vergine (Maiden in inglese) ed è l'unica testimonianza giunta di un utilizzo reale di tale parola come nome proprio di una ragazza. Un nome simile si riscontra nella saga di Hervör, ove una certa Mær, nubile o vergine in norreno orientale, sposa Ingold I di Svezia e il di lei fratello, Blot-Sven, divenne re di Svezia dopo suo marito. Siccome la pietra runica risale allo stesso periodo di regno di Blot-Sven, si suppone che la persona di Sweyn citata sul manufatto sia proprio re Blot-Sven.

## Traslitterazione in caratteri latini
sihikþurn ' ... [risa * stin] ' uk ' bru ' kera : at : aterf : sun : uk ' a(t) ' mai : tutor : sin : eþorn : uk : suen : uk ' (u)ikþu-... ' sikb--... ...(R) ' isi

## Trascrizione in norreno
Sigþorn ... ræisa stæin ok bro gærva at Adiarf, sun, ok at Møy, dottur sina, Æiþorn ok Svæinn ok Vigþo[rn] ... ... <isi>

## Traduzione in italiano
Sigþorn... ha eretto la pietra e costruito il ponte in memoria di Ádjarfr, (suo) figlio, e in memoria di Mey (møy),  sua figlia, Eiþorn e Sweyn e Vígþorn ...

## Riferimenti
- Sveriges runinskrifter, by Erik Brate (1922), su runeberg.org.
- Rundata